# Crisis Core: Final Fantasy VII
A Crisis Core: Final Fantasy VII A Square Enix 2007-ben, kizárólag PlayStation Portable-ra kiadott játéka, mely a Final Fantasy játéksorozat hetedik részének előtörténetét mondja el.

## Történet
A játék öt évvel a legendás Playstation-játék, A Final Fantasy VII eseményei előtt játszódik. A játék főhőse, Zack Fair, másodosztályú SOLDIER, aki arról álmodozik, hogy egyszer hős lesz belőle. Élete azonban gyökeresen megváltozik, amikor egy első osztályú SOLDIER, Genesis egy küldetés során eltűnik. A ShinRa Zacket, mentorát, Angealt és a legendás SOLDIER-t, Sephiroth-ot bízza meg, hogy derítsenek fényt a rejtélyre.

## Szereplők

### Fő karakterek
- Zack Fair - A történet elején másodosztályú SOLDIER, a játék fő karaktere. Csak őt van lehetőségünk irányítani a játék során. Talpig becsületes, jókedve sosem hagyja el. Mindenkin igyekszik segíteni, aki rászorul.
- Angeal Hewley - Első osztályú SOLDIER, Zack mentora, Genesis és Sephiroth legjobb barátja. Sztoikus és morális kérdésekben hajlíthatatlan. Sokan őt tartják a SOLDIER valódi vezéralakjának. Különlegessége, hogy csak a legeslegvégső esetben használja, fegyverét, a Buster Swordot. Rendszeresen edzi Zacket és tanácsokkal látja el. Ebből kifolyólag többször is együtt mennek küldetésekre. Tanítását egyetlen mondatban szokta összefoglalni: "Ragadd meg az álmaidat, és SOLDIER-ként bizonyítsd becsületedet!"
- Genesis Rhapsodos - Első osztályú SOLDIER, Sephiroth és Angeal barátja. A történet elején dezertál a SOLDIER-ből, csak később tudjuk meg az okát. A szó jó értelmében véve érzelmes, és könnyedén elragadja a hév. Sephiroth-ban nem csak barátot, hanem riválist is lát. Szokása, hogy rendszeresen idézi kedvenc könyvét, a "Szeretet Nélkül" (angolul: Loveless) című drámát, mely három barát küzdelmeiről szól, a történet végkifejlete azonban az idők során elveszett, így senki nem ismeri a végét. A karaktert a japán énekes Gacktról mintázták és a hangját is ő adta.[2]
- Sephiroth - Első osztályú SOLDIER, a Wutai-háború hőse, Angeal és Genesis nagy barátja. Több küldetésen is a társunk lesz, egészen addig a bizonyos nibelheimi megbízásig… Alapvetően magának való, csendes típus, de ha harcról van szó, egy egész hadsereggel is felveszi a versenyt. A rideg külső mögött azonban Zack, Genesis és Angeal néha mégis megpillanthatják az érző emberi lényt…
- Aerith Gainsborough - Az ősi Cetra-faj utolsó élő leszármazottja, aki Midgar alatt, a romok közt él egy templomban, ahol virágokat nevel. Később megismerkedik Zackkel és bizalmas viszony alakul ki köztük. Zack biztatására virágárusításba kezd Midgar-szerte. Több kedves jelenetben is feltűnik.
- Tseng - A ShinRa különleges alakulatának, a Turköknek a vezére. Mindig jól ápoltan jelenik meg. Többnyire udvarias, de szűkszavú és tartózkodó mindenkivel. Néhány küldetésre ő is Zack mellé szegődik, ami azt eredményezi, hogy egyfajta barátság alakul ki köztük. Ezt a kapcsolatot tovább mélyíti Zack és Aerith románca, ami arra ösztönzi Tsenget, hogy a korábbinál is jobban vigyázzon a Cetra lányra.
- Cissnei - Fiatal, vörös hajú lány, a Turk tagja. Gyermekkorában kitették, a Turk emberei találtak rá, és már egészen kis korától ők nevelték. Őket tekinti családjának. Fegyvere egy shuriken. Rendszerint kedves, bizalmaskodó, majdnem olyan, mint egy gyerek, de ha harcról van szó, a "kedves kislány" eltűnik, és elképesztő dolgokat csinál! Zackhez különleges kapcsolat fűzi, barátságuk ereje ugyanis megmenti az ifjú SOLDIER életét.
- Cloud Strife - Egyszerű ShinRa katona, akit véletlenül osztanak be az egyik küldetésen Zack mellé. Itt azonban villámgyorsan egymásra találnak, és innentől kezdve legjobb barátként tekintenek egymásra. Álma, hogy olyan erős és hősies lehessen, mint Zack, de úgy érzi, nincs meg benne a képesség, hogy SOLDIER legyen. Zack sokat segít neki és bátorítja, így végül belép az elit alakulatba. Alapvetően csendes, bátortalan jellem, aki csak Zack mellett képes levetkőzni gátlásait és felszabadultan viselkedni.

### Mellékkarakterek
- Lazard - A SOLDIER vezetője, a legmagasabb tisztségviselő a szervezetben. Különleges kapcsolat fűzi Angealhez. Becsületes és igyekszik mindig gondját viselni alkalmazottainak.
- Hollander professzor - Ő kezdte meg a Jenova-kísérleteket, ám később kirúgták a ShinRától, amiért bosszút esküdött. Elsősorban utódjára, Hojóra dühös.
- Hojo professzor - Hollander utódja. Arról híres, hogy a kísérletei érdekében mindent és mindenkit képes föláldozni. Szívbaj nélkül dob embereket szörnyek elé, hogy lássa, a génmanipulált teremtmények hogyan viselkednek. Ő az az ember, akinek épeszű ember nem adna egy botot sem a kezébe, nemhogy egy egész kutatási részleget….
- Kunsel - Másodosztályú SOLDIER, Zack barátja, aki bár egyetlen küldetésen sem harcol a főhős oldalán a játékban, mégis sokat segít, főleg háttérinformációkkal, melyeket e-mailen oszt meg barátjával.
- Yuffie Kisaragi - Wutai hercegnője, aki nem tud beletörődni abba, hogy elvesztették a háborút. Zack többször is összeakad vele, és rendszeresen tapasztalnia kell, hogy a gyerek egyre ügyesebb és ügyesebb, ugyanis mindig elcsen tőle valamit.
- Tifa Lockhart - Cloud régi barátja. Zackék Nibelheimben találkoznak vele, ő vezeti fel őket a Nibel-hegyre, ahol a Jenovát rejtő reaktor található.

## Játékmenet

### Történet és küldetések
A játék alapvetően két nagy részre osztható: A történeti szálra és a küldetésekre. A történeti szál egymás után fűzött események sora, míg a küldetések szabadon elvállalható, illetve feladható feladatok, melyekkel a ShinRa bízza meg Zacket. A küldetések egyikét sem kötelező teljesíteni a játék végigjátszásához, de különleges tárgyak szerezhetőek a küldetések során, sok speciális funkció pedig csak bizonyos küldetések teljesítése során válik elérhetővé.

### A bejárható terület
A Crisis Core a korábbi Final Fantasy játékokban megszokott mászkálós rendszert használja, a harcok itt is megszakítják a játékot. Változást jelent az eredeti játékhoz képest, hogy itt jelentősen leszűkített területeke, úgynevezett Zónákat lehet csak bejárni.

## Harcrendszer
A Crisis Core harcrendszere a korábbi Final Fantasy-k körökre osztott harcrendszerére épül, több változtatással. A játékban minden karakternek várnia kell egy akció végrehajtása után, míg újabb akciót tud végrehajtani, akár támadásról, akár varázslásról, akár tárgyhasználatról van szó.
Ez alól Zack kivétel, a fő karakterrel ugyanis gyakorlatilag azonnal lehet új akciót indítani, ráadásul mindeközben lehetőség van mozgásra és az ellenfél támadásainak hárítására, vagy az előlük való kitérésre is.

### Pontrendszer
A Criris Core-ban a Final Fantasy-kban használt Életerő Pontok (Hitpoint, HP) és Varázslat Pontok (Manapoint MP) mellett úgynevezett Akciópontok (Action Point, AP) és SOLIDER Pontok (SP) határozzák meg a fő karakter, Zack képességeit.
- HP - Zack életerejét jelzi. Elszenvedett sérülések esetén csökken, gyógyítással visszaállítható. Ha eléri a 0-t, történet módban vége a játéknak, küldetés módban pedig Zack visszakerül oda, ahol elfogadta a küldetést.
- MP - Zack varázslási képességeit jelzi. Különleges támadások elszenvedése, illetve varázslatok végrehajtása csökkenti. Ha eléri a 0-t, Zack nem tud varázsolni. Az "Ether" eszköz használatával visszaállítható.
- AP - Zack akciókészségét, fáradtságát jelzi. Csökken különleges támadások elszenvedése, különleges támadás végrehajtása, kitérés és blokkolás esetén.
- SP - Ellenfelek legyőzésével, vagy matériák átalakításával szerezhető, a Digitális Elmehullám működtetésére és Matéria Fúzió elvégzésére szolgál.

### Digitális Elmehullám (DMW)
A Digitális elmehullám (Digital Mindwave, DMW) teszi lehetővé Zack számára, hogy harc közben pozitív státusz-módosítókhoz jusson, illetve speciális támadásokat indítson, vagy Idézeteket hívjon elő.

#### A DMW működése
A DMW harc közben folyamatosan forog, amíg Zacknek van SOLIDER pontja. Ha a számoknál 7-est, vagy 7-eseket pörget ki a DMW, Zak ideiglenes státusz-módosítókat kap, melyek harci képességeit befolyásolják.
Ha a két szélső karakterkép megegyezik, a játék Limit Határ (Limit Verge) módba vált. Ekkor a harc megáll, a DMW pedig a képernyő közepére kerül. Ha a harmadik kép is egyezik, Zack speciális támadást hajt végre, vagy speciális módosítókat szerezhet (Limit Break).
A számok új jelentést kapnak Limit Határ esetén. Ha ilyenkor bármelyik két szám együtt áll, az adott sorszámú slotba helyezett matéria szintet lép, vagyis erősebbé válik. Ha három szám áll együtt, a matéria két szintet ugrik. Három 7-es együttállása esetén Zack egy szinttel feljebb lép. A játékban ez az egyetlen módja, hogy a karakter fejlődjön!
Limit Határ esetén a DMW bizonyos mennyiséget tölt Zack HP, MP, AP értékeihez. Ily módon akár túl is lehet tölteni őket.

## Materiák
A Crisis Core-ban is fontos szerepet kapnak a matériák. A materiák használatához mindig kötődik valamilyen MP, vagy AP szükséglet. Ha ez nem áll rendelkezésre, a matéria nem használható. Zack maximum hat matériát használhat egyszerre, melyeknek különböző hatásai lehetnek:
- Zöld materiák: Támadó varázslatokat tesznek lehetővé
- Világoszöld matériák: Védekező varázslatokat és gyógyítást tesznek lehetővé.
- Kék materiák: Különleges cselekvéseket tesznek lehetővé.
- Sárga materiák: Különleges támadásokat tesznek lehetővé.
- Lila materiák: Megnövelik Zack HP, MP, vagy AP képességét.
- Piros materiák: Más néven Idézet materiák. Lehetővé teszik, hogy Zack Idézeteket hívjon segítségül a harcban. Ezeket nem kell (nem is lehet) slotba tenni, mindig használatba kerülnek, ha a DMW az adott Idézetet pörgeti ki. Nincs manna-szükségletük.

Minden materia növeli Zack bizonyos képességeit.

### Materia Fusion
A játék során lehetőség nyílik materiák egymással, vagy más tárgyakkal történő összeolvasztására. Az eredmény mindig egy új materia, magasabb tulajdonság-módosító értékekkel. A Fúzióhoz mindig két materiára és opcionálisan egy, vagy több bármilyen másik tárgyra van szükség.